# Maynard (Minnesota)
Maynard – miasto w Stanach Zjednoczonych, w stanie Minnesota, w hrabstwie Chippewa.